# Cawston (Warwickshire)
Pour les articles homonymes, voir Cawston.
Cawston est une paroisse civile et un village du Warwickshire, en Angleterre. Il est situé dans l'est du comté, à 4 km au sud-ouest de la ville de Rugby dont il constitue une banlieue. Administrativement, il relève du borough de Rugby.

## Patrimoine
L'un des bâtiments anciens les plus importants du village est Cawston House. Il a été construit en 1545 par Edward Boughton. La maison a été entre les mains de plusieurs familles titrées notables et a également été utilisée comme maison de convalescence pour les troupes belges pendant la Première Guerre mondiale, comme école de filles entre 1938 et 1958 et enfin comme unité de recherche et développement pour une entreprise d'ingénierie. La maison a été considérablement modifiée en 1907 et reste extérieurement la même jusqu'à aujourd'hui. En 2004, la maison a été achetée par un promoteur et subdivisée pour en faire des logements pour retraités.
L'ancienne ligne de chemin de fer de Rugby à Leamington traversait le vieux village (cette fermeture est antérieure aux coupes de Beeching, mais une partie était encore utilisée comme ligne de fret vers les usines de Rugby Cement à Long Itchington) et elle peut toujours être parcourue. Le pont ferroviaire au-dessus de l'A4071 a acquis ces dernières années une petite renommée grâce aux slogans « spirituels » qui y sont écrits. Des exemples de messages (faisant référence à un autre village près de Rugby) sont « Home Rule for Crick » et « Fly Crick air ». En août 2007, la construction de la Rugby Western Relief Road a commencé juste à l'ouest du village, un projet qui s'est achevé en 2010.

## Toponymie
Le toponyme Cawston fait référence à une ferme (tūn en vieil anglais) appartenant à un homme nommé Kalfr. Il est attesté sous la forme Calvestone dans le Domesday Book, compilé en 1086.

## Démographie
Au recensement de 2011, la paroisse civile de Cawston comptait 3 234 habitants.
La population de la paroisse civile au recensement de 2021 était de 5 192 habitants. Pendant des centaines d'années, le village était essentiellement un hameau et les deux agglomérations restaient séparées malgré la croissance continue de Rugby. Cependant, en 2003-2004, un nouveau lotissement, Cawston Grange, a été achevé, reliant presque les deux agglomérations. L'école primaire de Cawston Grange a été construite en même temps pour scolariser les enfants de la région âgés de 4 à 11 ans et il y a une crèche pour les enfants d'âge préscolaire, ainsi qu'un pub et des commerces.

## Galerie

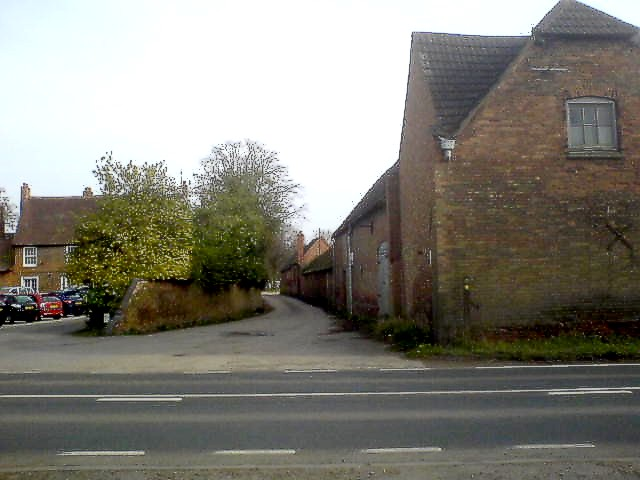
Cawston Farm.
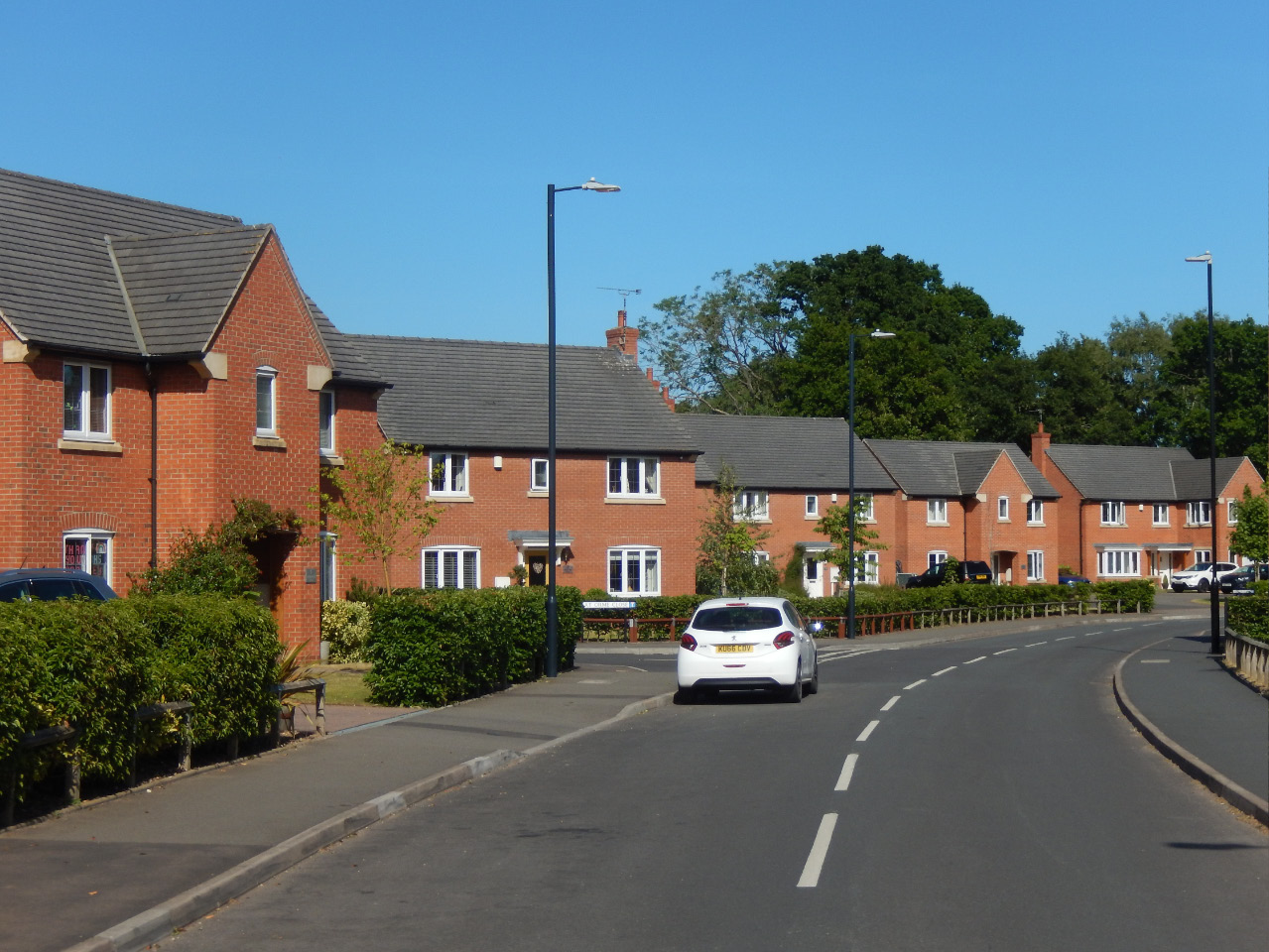
Whitefriars Drive, Cawston Grange.
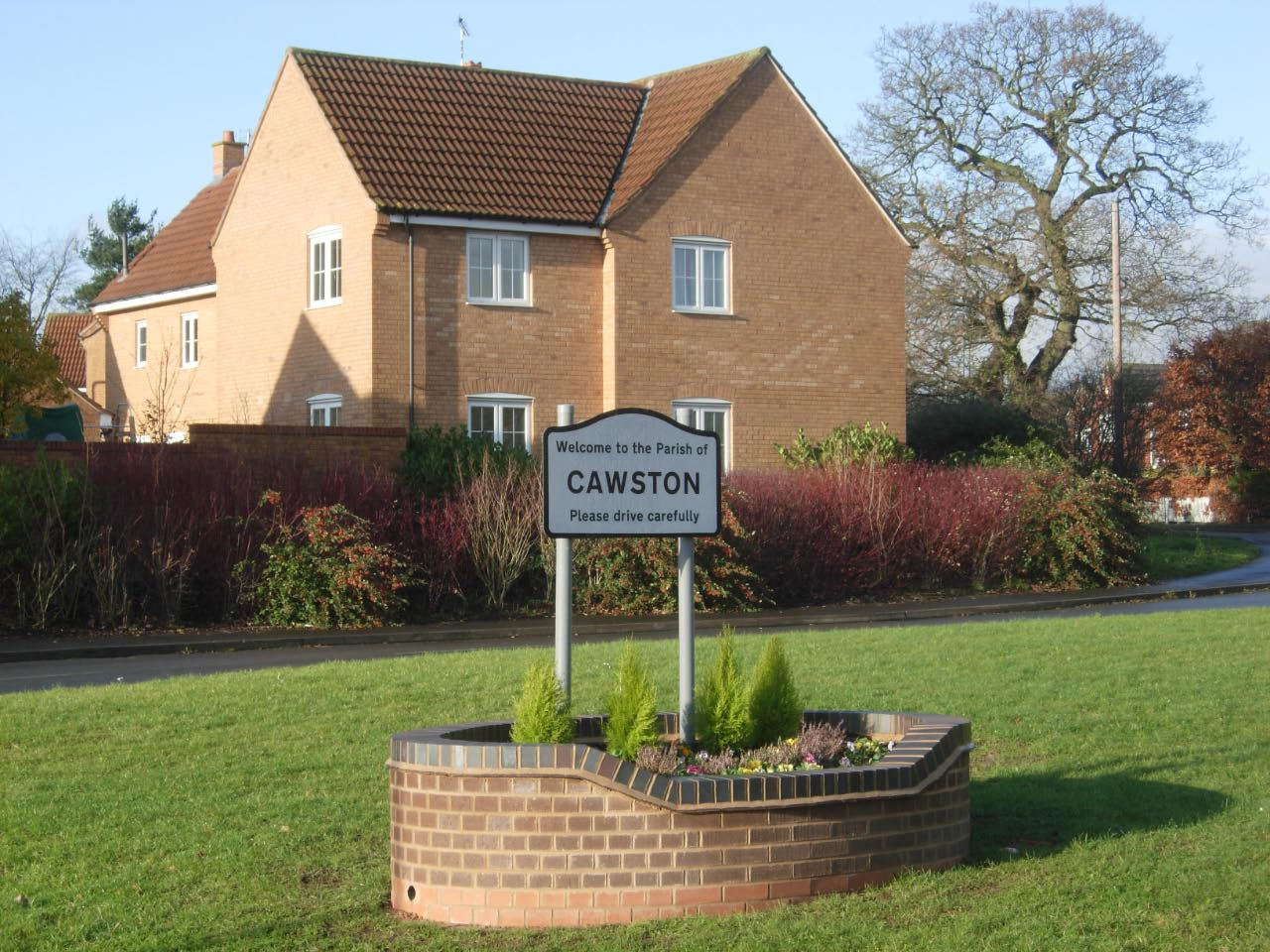
Bienvenue dans la paroisse de Cawston.